# CET-1
Centrala Electrică cu Termoficare №1 (abreviat CET-1) este o centrală electrică situată în municipiul Chișinău, Republica Moldova.

## Istorie
Construcția și darea în funcțiune a primei turbine de 4 MW a început în anul 1951 și s-a realizat în două etape. La prima etapă au fost instalate șase cazane de presiune medie de tip TC-35 cu arderea combustibilului solid în strat, cu o productivitatea 35 t/h, și 4 turbine cu abur. La etapa a doua s-au instalat două cazane de înaltă presiune de tip БКЗ-120-100ГМ cu productivitatea de 120 t/h și 2 turbine cu abur.
În anul 1968 au fost introduse în exploatare două cazane de apă fierbinte de tip ПТВМ-100, cu productivitatea termică de 100 Gcal/h. În anii 1967 - 1969 cazanele de tip TC-35 au fost reconstruite cu trecerea la arderea gazului natural și a păcurii, cu ridicarea productivității până la 50 t/h. Cazanele au fost marcate de tip ГМ-50. Turbinele au fost trecute la vid redus cu schimbarea condensatoarelor în preîncălzitoare de apă de rețea. În anul 1993 turbina de tip AK-6-35 a fost schimbată cu o turbină de tip P-12-35/5M, cu puterea de 12 MW.
Conform datelor anului 2000 puterea instalată a S.A. CET-1 constituia:
- electrică 54 MW
- termică 457 MW, inclusiv: prizele turbinelor 225 MW;
- CAF 232 MW.

Puterea electrică actuală (2011) este de 66 MW, puterea termică de 254 Gcal/h.